# Cyro Delgado
Cyro Marques Delgado (* 11. Mai 1961 in União da Vitória, Paraná) ist ein ehemaliger brasilianischer Schwimmer. Er gewann bei Olympischen Spielen eine Bronzemedaille und bei Panamerikanischen Spielen je drei Silber- und Bronzemedaillen.

## Karriere
Cyro Delgado erschwamm bei den Panamerikanischen Spielen 1979 in San Juan je eine Silber- und Bronzemedaille. Die 4-mal-200-Meter-Freistilstaffel mit Cyro Delgado, Djan Madruga, Jorge Fernandes und Marcus Mattioli gewann Silber hinter der US-Staffel, die 4-mal-100-Meter-Freistilstaffel mit Cyro Delgado, Djan Madruga, Marcus Mattioli und Rômulo Arantes wurde Dritte hinter den Staffeln aus den Vereinigten Staaten und aus Kanada.
Bei den Olympischen Spielen 1980 in Moskau war Delgado für vier Wettbewerbe gemeldet. Über 100 und über 200 Meter Freistil schied er jeweils im Vorlauf aus. In der 4-mal-100-Meter-Freistilstaffel schwamm Delgado nur im Vorlauf mit. Im Finale belegten Rômulo Arantes, Sérgio Ribeiro, Cláudio Kestener und Jorge Fernandes den achten Platz. Bereits einen Tag zuvor hatte die sowjetische 4-mal-200-Meter-Staffel mit fünf Sekunden Vorsprung auf die Staffel aus der DDR gesiegt. 0,7 Sekunden hinter der Staffel aus der DDR erschwammen Jorge Fernandes, Marcus Mattioli, Cyro Delgado und Djan Madruga die Bronzemedaille vor den Schweden.
Bei den Weltmeisterschaften 1982 in Guayaquil gelang Delgado weder über 100 noch über 200 Meter Freistil der Finaleinzug, die brasilianische 4-mal-200-Meter-Freistilstaffel belegte den siebten Platz. Im Jahr darauf bei den Panamerikanischen Spielen in Caracas gewannen beide Freistilstaffeln Silber hinter den Staffeln aus den Vereinigten Staaten. In der 4-mal-100-Meter-Freistilstaffel schwammen Ronald Menezes, Jorge Fernandes, Djan Madruga und Cyro Delgado. Die 4-mal-200-Meter-Freistilstaffel trat mit Madruga, Marcelo Jucá, Delgado und Fernandes an. Außerdem erreichte Cyro Delgado den fünften Platz über 100 Meter Freistil und den achten Platz über 200 Meter Freistil. Bei den Olympischen Spielen 1984 in Los Angeles starteten die beiden Freistilstaffeln mit den gleichen Schwimmern wie 1983, erreichten aber beide nicht das Finale. Delgado verfehlte über 100 Meter und 200 Meter Freistil das B-Finale. Mit der brasilianischen Lagenstaffel wurde er Zwölfter.
1986 bei den Weltmeisterschaften in Madrid schied Delgado über 50 und 100 Meter Freistil im Vorlauf aus. Die brasilianische 4-mal-100-Meter-Freistilstaffel kam auf den 14. Platz. Im Jahr darauf bei den Panamerikanischen Spielen 1987 in Indianapolis verpasste Delgado über 100 Meter Freistil als Neunter der Vorläufe knapp den Finaleinzug. Die beiden Freistilstaffeln traten in der Besetzung Jorge Fernandes, Cristiano Michelena, Cyro Delgado und Júlio César Rebolal an. Beide Staffeln gewannen die Bronzemedaille hinter den Staffeln aus den Vereinigten Staaten und aus Kanada.